# Iris Müller
Iris Müller (* 11. September 1930 in Magdeburg; † 30. Januar 2011 in Stuttgart) war eine deutsche Theologin, die 2002 entgegen dem Kirchenrecht zur römisch-katholischen Priesterin geweiht wurde.

## Leben
Müller studierte in der DDR evangelische Theologie, das sie 1958 mit dem Diplom abschloss. Nach ihrem Studium konvertierte sie zur römisch-katholischen Kirche und floh 1959 aus der DDR. Sie studierte daraufhin römisch-katholische Theologie an der Universität Münster und promovierte dort auch.
Nach ihrem Studium setzte sie sich in ihrem weiteren Leben für die Frauenordination in der römisch-katholischen Kirche ein. In der theologischen Fakultät der Universität Münster gründete sie eine Bibliothek „Frau in den Religionen (vorwiegend:  Judentum, Christentum, Islam)“. Dort arbeitete sie unter anderem mit der römisch-katholischen Theologin Ida Raming zusammen.
Nach ihrer Weihe zur Diakonin gehörte sie zu den sieben römisch-katholischen Frauen (Ida Raming, Christine Mayr-Lumetzberger, Adelinde Theresia Roitinger, Gisela Forster, Pia Brunner und Dagmar Braun Celeste), die  am 29. Juni 2002 auf einem Donau-Schiff zur Priesterinnen geweiht und als Donau Sieben bekannt wurden. Der Heilige Stuhl bezeichnete diesen Akt als ungültig, was von den Frauen bestritten wurde. Da Müller die angebliche Nichtigkeit ihrer Weihe nicht anerkannte und bis zum Ablauf einer festgesetzten Bedenkzeit „keine Zeichen der Reue und Umkehr“ zeigte, wurde sie am 5. August 2002 exkommuniziert.
Laut Regina Heyder hat sie gemeinsam mit Gertrud Heinzelmann und den Theologinnen Josefa Theresia Münch und Ida Raming  „entscheidend zu einer Sensibilisierung für die Thematik ,Frauen und Kirche‘“ beigetragen. Unabhängig voneinander setzten sie sich für das Priestertum der Frau ein.

## Schriften
- Zur Stellung der Frau im Islam, Christl.-Islam. Begegnung, Dokumentationsleitstelle, 1980
- Die Wertung der Nachbarvölker Israels Edom, Moab, Ammon, Philistäa und Tyrus/Sidon nach den gegen sie gerichteten Drohsprüchen der Propheten, Münster, 1970
- Die Frau im Islam und in islamischen Gesellschaften, Verlag für Christl.-Islam. Schrifttum, 1981
- Die Misere katholischer Theologinnen in den deutschen Universitäten, Deutscher Studien-Verlag, 1987, ISBN  3-89271-027-9
- Stellung der Frau im Recht altorientalischer Kulturen und Altägyptens, Dt. Studien-Verl., 1996, ISBN 3-89271-666-8, unter Mitarbeit von Irmela Schlau und Lothar Siewe
- (mit Ida Raming): Aufbruch aus männlichen „Gottesordnungen“, Weinheim: Dt. Studien-Verl., 1998
- (mit Ida Raming): Unser Leben im Einsatz für Menschenrechte der Frauen in der römisch-katholischen Kirche, Berlin: Lit, 2007
- (mit Ida Raming): „Contra legem“ - a matter of conscience: our lifelong struggle for human rights for women in the Roman-Catholic Church; Berlin: Lit, 2010, ISBN 978-3-643-10986-6